# Al-Abdari
Al-Abdari (nom complet Muhammad ben Muhammad ben Ali ben Ahmad bem Saud al-Abdari) fou un geògraf marroquí del segle xiii.
El seu malnom Al-Abdari, amb el qual és conegut, deriva de ser descendent d'Abd al-Dar ben Kusayr de la tribu dels kuraix. La data de naixement o de la mort no es coneix. Vivia a la vora de Mogador entre la tribu haha i va iniciar el seu viatge l'11 de desembre de 1289.
La seva obra, relat del viatge, és anomenada al-Rihla al-Mag̲h̲ribiyya i fou utilitzada com a font per diversos geògrafs entre els quals Ibn Battuta.